# Fernando Hiriart Balderrama
Fernando Hiriart Balderrama (Santa Bárbara, Chihuahua; 21 de octubre de 1914 - Ciudad de México, 7 de junio de 2005) fue un destacado ingeniero mexicano, que se desempeñó en una gran número de cargos públicos en el gobierno de México, entre los que destacan director general de la Comisión Federal de Electricidad y secretario de Energía, Minas e Industria Paraestatal.

## Estudios
Fernando Hiriart nació en Santa Bárbara, Chihuahua. Cuando tenía 16 años llegó a la Ciudad de México, ingresó en la Preparatoria de San Ildefonso, y en 1934, en la Escuela Nacional de Ingeniería. Sin embargo, estuvo cursando dos carreras paralelamente en la misma academia: la de ingeniería civil y la de topógrafo hidrógrafo. En 1937, terminó los estudios de la carrera de ingeniero civil y en 1938, presentó su examen profesional con la tesis Diseño hidráulico experimental de la obra de desviación de la presa El Palmito.

## Carrera profesional y política
En 1938 empezó a trabajar en la Comisión Nacional de Irrigación (antecedente de la Secretaría de Recursos Hidráulicos), en el área de ingeniería experimental, como experimentador de modelos hidráulicos e ingeniero proyectista. Posteriormente trabajó también en instituciones privadas como ICA y fue nombrado el primer director del Instituto de Ingeniería de la UNAM. Ocupó diversos cargos en el Deparmento del Distrito Federal, en el Instituto Mexicano del Seguro Social y en el ISSSTE, fue subdirector general del Comisión Federal de Electricidad y Director de área en la entonces Secretaría de la Presidencia y subsecretario en la de Patrimonio y Fomento Industrial.
En 1982 el presidente Miguel de la Madrid lo designó director general de la Comisión Federal de Electricidad, y en 1988 como titular de la Secretaría de Energía, Minas e Industria Paraestatal, cargo en el que fue ratificado por Carlos Salinas de Gortari, hasta su renuncia en 1993.

## Obras publicadas
- Hundimiento de la ciudad de México, observaciones y estudios analíticos 1951
- Contribución de la CFE a la solución del problema de abastecimiento de agua a la ciudad de México 1952
- Los efectos del terremoto del 28 de julio y la consiguiente revisión de los criterios para el diseño sísmico de estructuras 1958
- Proyecto Texcoco 1969
- Reflexiones sobre la Ingeniería Civil en México Colegio Ings. Civiles de México 1978
- Contribuciones al Desarrollo de la Ingeniería en México 1980

## Condecoraciones
- Oficial de la Orden Nacional de la Legión de Honor. Francia.

## Premios académicos
- Doctor Honoris Causa por la UNAM
- Medalla al Mérito Universitario en ocasión del cincuentenario de la autonomía universitaria; Premio Nacional de Ingeniería 1980
- Medalla al Mérito Lázaro Cárdenas en ocasión del XLIX aniversario de la CFE 1986
- Premio anual de Ingeniería